# Odontolabis castelnaudi
Odontolabis castelnaudi es una especie de coleóptero de la familia Lucanidae.

## Distribución geográfica
Habita en   Malaya, Borneo y Sumatra.